# 維爾島

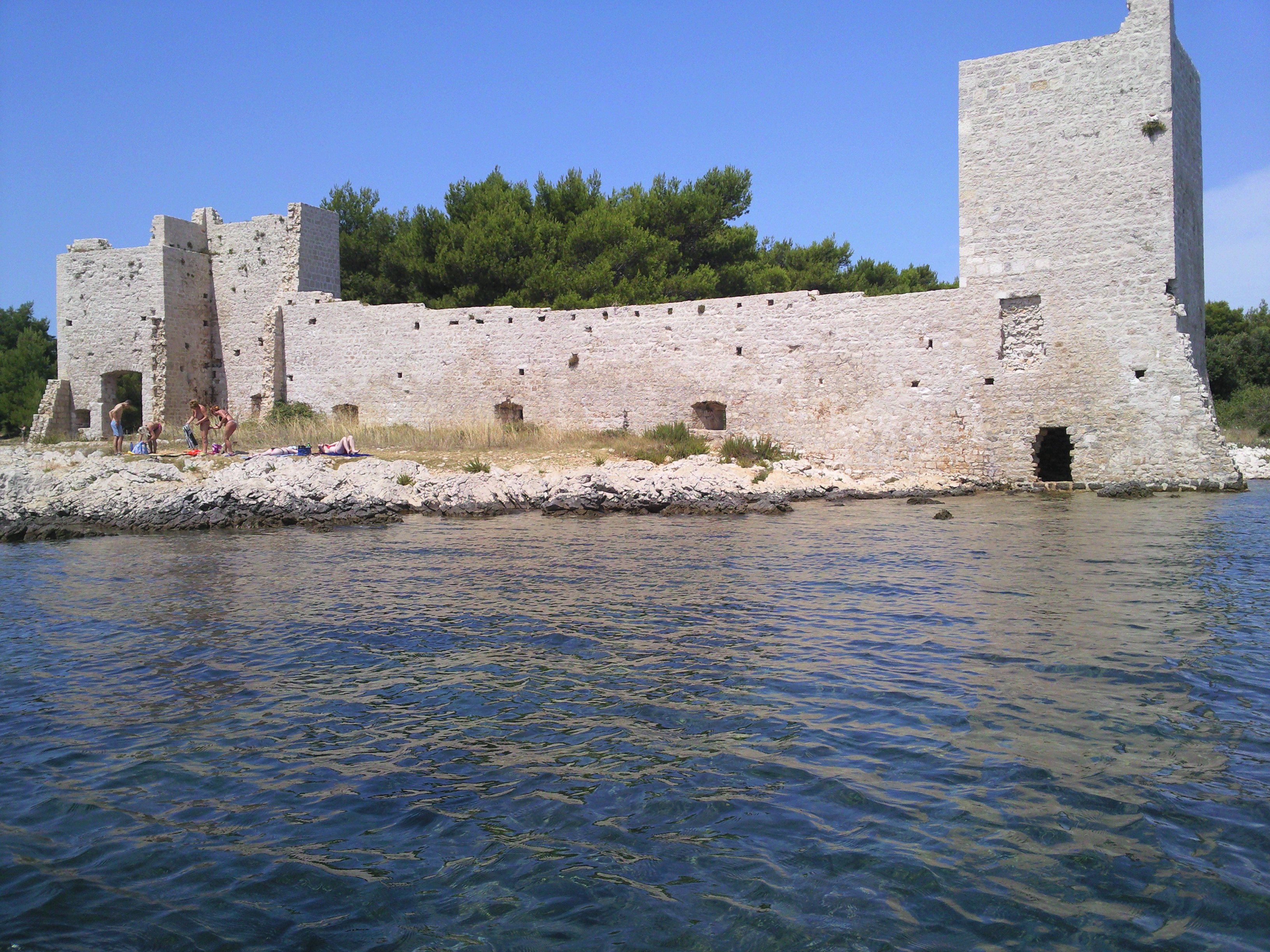

維爾島是克羅地亞的島嶼，位於亞得里亞海，由扎達爾縣負責管轄，長10.12公里、寬4.25公里，面積22.38平方公里，海岸線長度31.940公里，最高點海拔高度116米，2001年人口1,608。

## 外部連結
- Official web site （页面存档备份，存于）